# Konsum Norra Västmanland

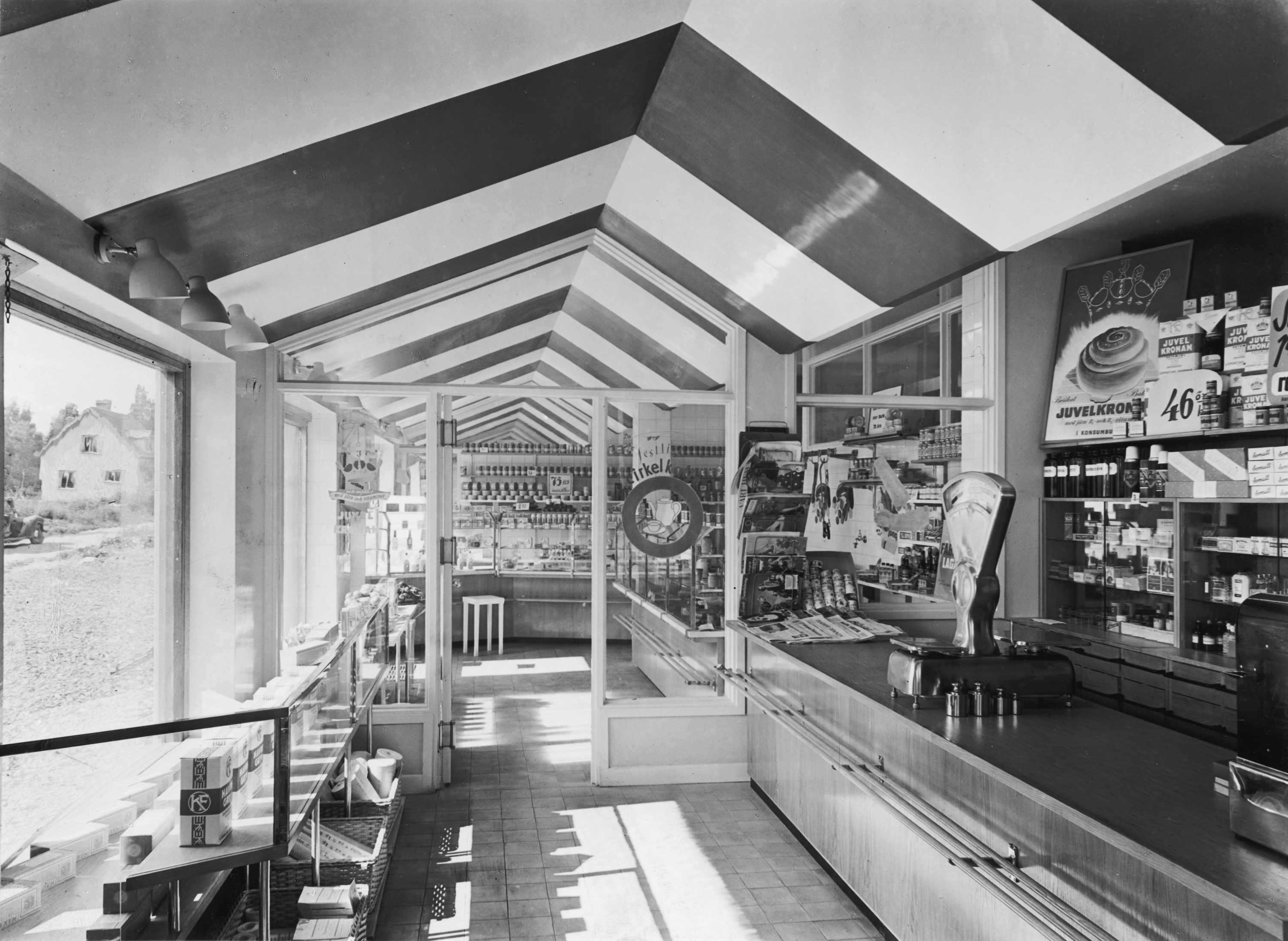
En mindre Konsumbutik i Fagersta.

Konsumtionsföreningen Norra Västmanland med omnejd var en svensk konsumentförening med Fagersta som huvudort.

## Historik
Konsumtionsföreningen Framtiden bildades 1903 i Västanfors. Initiativet togs i november av nykterhetsvänner och föreningen bildades formellt den 5 december 1903. Det dröjde till december 1905 innan man kom igång med affärsverksamheten. Den 11 november 1906 bestämdes att man skulle starta en särskild byggnadsförening som skulle ordna med konsumtionsföreningens lokaler. Denna fick namnet Kooperativa byggnadsföreningen Solid och var verksam till 1924 när konsumtionsföreningen köpte dess fastigheter.
Inledningsvis fick medlemmarna i Fagersta ta sig till Västanfors för att handla men 1919 kunde man ta över livsmedelsnämndens gamla lokal i Fagersta och gjorde den till filial. År 1921 lät man Fagersta bli föreningens huvudaffär medan Västanfors blev filial.
I april 1929 kunde man inviga en ny affärslokal i centrala Fagersta som rymde både speceributik och specialbutiker. Byggnaden var ritad av Kooperativa förbundet (KF) och var uppförd vid nuvarande Stationsgatan 12 i kvarteret Solid.
År 1935 slogs Framtiden ihop med Högfors konsumtionsförening och Konsum Norra Västmanland bildades. Efter sammanslagningen hade föreningen butiker i Västanfors, Fagersta, Söderbärke, Högfors, Norberg och Kärrgruvan.
På 1950-talet fick Fagersta ett Epavaruhus och föreningens hus på Stationsgatan 12 byggdes ut till ett Domusvaruhus som öppnade 1958.
År 1958 uppgick även Konsumtionsföreningen Reveny i Engelsberg i Konsum Norra Västmanland.
Den 1 juli 1965 gick föreningen samman med Konsumtionsföreningen Västerås med omnejd som något år senare blev Konsumtionsföreningen Västmanland.
Ett nytt och större Domus längre ner på Stationsgatan 18 invigdes 1974. Byggnaden försågs bland annat med väggdekorationer av Stig Lindberg. År 2024 fanns alltjämt en Coop-butik i det gamla Domushuset även om man inte längre upptog hela byggnaden. Den gamla lokalen på Stationsgatan 12 blev senare gallerian Liljan.
Konsum Västmanland uppgick 1991 i Konsum Mälardalen, och samma år överlät föreningen sin verksamhet till KF centralt. Föreningen uppgick senare i Konsumentföreningen Svea. Coopkedjan i Fagersta drevs av KF centralt fram till 2022 när verksamheten överläts till Coop Mitt.